# Cuga Na
Cuga Na (em dagani: Kuɣu Naa) é o ancião na corte do Ia Na, o rei do Reino de Dagom no norte de Gana, e chefe de um comitê de quatro membros que constituem os fazedores de reis de Dagom; os demais são Tugurinam, Gomli e Na Guxie. Age como porta-voz do oráculo que escolhe um novo Ia Na. O atual titular é Abedulai Adão II.